# Oligosaccharide
Oligosaccharide (tên Việt hóa: Oligosaccarit, từ oligos trong tiếng Hy Lạp ολίγος, một số, và ζάχαρ sacchar, đường) là một polymer saccharide có chứa một số lượng nhỏ (thường là ba đến chín) đường đơn (monosaccharide). Oligosaccharide có thể có nhiều chức năng; Ví dụ, chúng thường được tìm thấy trên màng plasma của tế bào động vật, nơi chúng có thể đóng một vai trò trong việc nhận biết tế bào-với-tế bào.
Nói chung, chúng được tìm thấy trong hai dạng liên kết O- hoặc 'N kết để tương thích amino acid phụ chuỗi protein hoặc các gốc lipid (xem polysaccharide).
Trong các Oligosaccharide thì quan trọng nhất là các Disaccharide, tùy kiểu liên kết Glucoside mà Disaccharide còn tính khử hay không.
- Nếu nhóm OH Glucoside của đường đơn thứ nhất kết hợp với nhóm OH Alcohol của đường đơn thứ 2 thì đường đôi tạo thành còn mang tính khử (như Maltose), vì còn chứa một nhóm OH Glucoside tự do
- Nếu nhóm OH Glucoside của đường đơn thứ nhất kết hợp với nhóm OH Glucoside của đường đơn thứ 2 thì đường đôi tạo thành không còn mang tính khử (như Saccharose), vì không còn chứa nhóm OH Glucoside tự do

## Các loại Oligosaccharide thường gặp:
- Maltose: có công thức phân tử là C12H22O11, là một Disaccharide có cấu tạo gồm 2 gốc α D - glucosepiranose liên kết với nhau nhờ liên kết 1,4 - Glucoside. Maltose có tính khử, có thể tạo Osazone. Maltose có nhiều trong mạch nha, còn được gọi là mạch nha. Sản xuất  Maltose bằng cách thủy phân tinh bột bằng ß - Amylase. Maltose có ứng dụng trong công nghệ bánh kẹo, đó là tạo vị ngọt thanh, tránh hiện tượng tái kết dính tinh đường, tạo cấu trúc mềm dẻo cho kẹo.
- Lactose: có công thức phân tử là C12H22O11, được cấu tạo từ một phân tử ß D - Galactose và 1 phân tử D - glucose nhờ liên kết 1,4 - Glucoside, phân tử Glucose có thể ở dạng α hoặc ß. Trong phân tử lactose còn một nhóm OH Glucoside nên vẫn có tính khử. Lactose thuộc nhóm đường ít ngọt. Lactose có mặt trong tất cả các loại sữa nên được gọi là đường sữa (thường chiếm 4 {\displaystyle \div } 8 %). Cơ thể hấp thu Lactose nhờ Enzyme Lactase. Lactose khó bị thủy phân bằng Acid hơn Saccharose, để thủy phân phải đun sôi với Acid và không xảy ra sự nghịch đảo.
- Saccharose: có công thức phân tử C12H22O11, được cấu tạo từ một phân tử α D - glucose và một phân tử ß D - fructose liên kết với nhau nhờ 2 nhóm OH Glucoside của chúng ở vị trí 1,2. vì vậy Saccharose không có tính khử. Saccharose là loại đường phổ biến trong thiên nhiên, có nhiều trong củ cải đường, mía, thốt nốt và ở lá, thân, rễ, quả của nhiều loại thực vật. Trong mía, Saccharose chiếm gần như toàn bộ thành phần chất khô (14 {\displaystyle \div } 25 % nước mía) nên còn gọi là đường mía. Saccharose dễ bị thủy phân thành Glucose và Fructose bởi Enzyme invertase hoặc acid ở nhiệt độ cao. Qua trình này gọi là quá trình nghịch đảo đường, hay còn gọi phản ứng nghịch đảo đường. Sản phẩm khi thủy phân Saccharose được gọi là đường nghịch đảo. Có tên như vậy vì dung dịch Saccharose ban đầu có độ quay cực [α] = +66,5° nhưng sau khi thủy phân độ quay cực lại bằng -20°, nghĩa là có sự thay đổi góc quay cực từ phải sang trái.